# Oleksiivka (Bilhorod-Dnistrovskyi)
Oleksiivka  (ucraniano: Олексіївка) es una localidad del Raión de Bilhorod-Dnistrovskyi en el Óblast de Odesa de Ucrania. Según el censo de 2001, tiene una población de 1695 habitantes.